# Rheinische Dokumenta
Le Rheinische Dokumenta est un système de transcription phonétique, basé sur l’écriture latine, utilisé dans la dialectologie des dialectes allemands de Rhénanie.